# 下鄉町
下鄉町（日语：／ Shimogō machi */?）是位于福島縣南会津郡的一町。

## 历史
- 1889年（明治22年）- 楢原村、長江村、二川村、旭田村誕生。
- 1928年（昭和3年）- 長江村、二川村合併為江川村。
- 1946年（昭和21年）- 楢原村升格為楢原町。
- 1955年（昭和30年）- 楢原町、旭田村、江川村合併為下鄉町。

## 外部連結
- 官方网站 （日語）